# Comuna de Augustów
Augustów (polaco: Gmina Augustów) é uma gminy (comuna) na Polónia, na voivodia de Podláquia e no condado de Augustów.
De acordo com os censos de 2004, a comuna tem 6697 habitantes, com uma densidade 25,1 hab/km².

## Área
Estende-se por uma área de 266,52 km², incluindo:
- área agrícola: 59%
- área florestal: 31%

## Demografia
Dados de 30 de Junho de 2004:
|                      | Total   | Total | Mulheres | Mulheres | Homens  | Homens |
| -------------------- | ------- | ----- | -------- | -------- | ------- | ------ |
|                      | pessoas | %     | pessoas  | %        | pessoas | %      |
| População            | 6697    | 100   | 3250     | 48,5     | 3447    | 51,5   |
| Densidade (pop./km²) | 25,1    | 100   | 12,2     | 12,2     | 12,9    | 12,9   |

De acordo com dados de 2002, o rendimento médio per capita ascendia a 1251,33 zł.

## Subdivisões
- Białobrzegi, Biernatki, Bór, Chomątowo, Czarnucha, Gabowe Grądy, Gliniski, Grabowo-Kolonie, Grabowo-Wieś, Jabłońskie, Janówka, Jeziorki, Kolnica, Komaszówka, Mazurki, Mikołajówek, Netta I, Netta II, Netta-Folwark, Rutki Nowe, Osowy Grąd, Ponizie, Posielanie, Promiski, Pruska Mała, Pruska Wielka, Rzepiski, Stare Rudki, Świderek, Topiłówka, Turówka, Uścianki, Żarnowo I, Żarnowo II, Żarnowo III

## Comunas vizinhas
- Bargłów Kościelny, Kalinowo, Nowinka, Płaska, Raczki, Sztabin,